# أرتاس (إزار)
أرتاس (بالفرنسية: Artas) هي بلدية في إقليم إزار بمنطقة أفيرن–رون ألب في جنوب شرق فرنسا.

## تعداد السكان

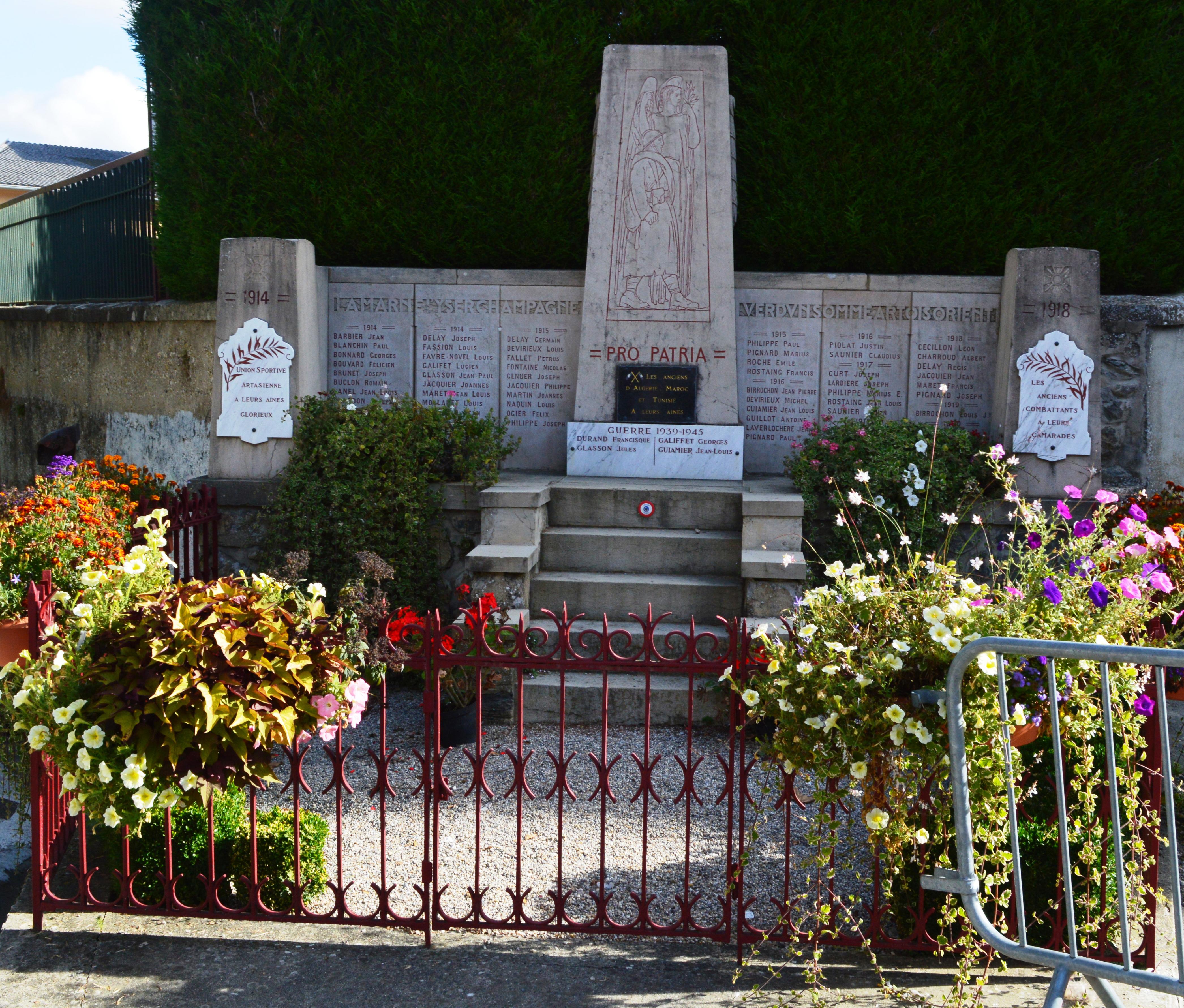
Artas War Memorial